# Tråvads socken
Tråvads socken i Västergötland ingick i Laske härad, ingår sedan 1971 i Vara kommun och motsvarar från 2016 Tråvads distrikt.
Socknens areal var 20,02 kvadratkilometer varav 19,63 land. År 2020 fanns här 692 invånare. Tätorten Tråvad med sockenkyrkan Tråvads kyrka ligger i socknen.

## Administrativ historik
Socknen har medeltida ursprung. 
Vid kommunreformen 1862 övergick socknens ansvar för de kyrkliga frågorna till Tråvads församling och för de borgerliga frågorna bildades Tråvads landskommun. Landskommunen uppgick 1952 i Larvs landskommun som 1974 uppgick i Vara kommun. Församlingen uppgick 2002 i Larvs församling.
1 januari 2016 inrättades distriktet Tråvad, med samma omfattning som församlingen hade 1999/2000.  
Socknen tillhör Laske härad men var fram till 1887 delad mellan två härader. Gammaltråvad samt de delar av socknen som låg öster om Lidan tillhörde Skånings härad och resterande del tillhörde Laske härad. På 1860-talet diskuteras en uppdelning av socknen till omkringliggande socknar, delvis på grund av kyrkobyggnadens dåliga skick, men dessa planer realiserades inte.
Socknen har tillhört län, fögderier, tingslag och domsagor enligt vad som beskrivs i artiklarna Laske härad och Skånings härad. De indelta soldaterna tillhörde Skaraborgs regemente, Skånings kompani och Västgöta regemente, Laske kompani.

## Geografi
Tråvads socken ligger öster om Vara kring Lidan. Socknen är en uppodlad slättbygd på Varaslätten.

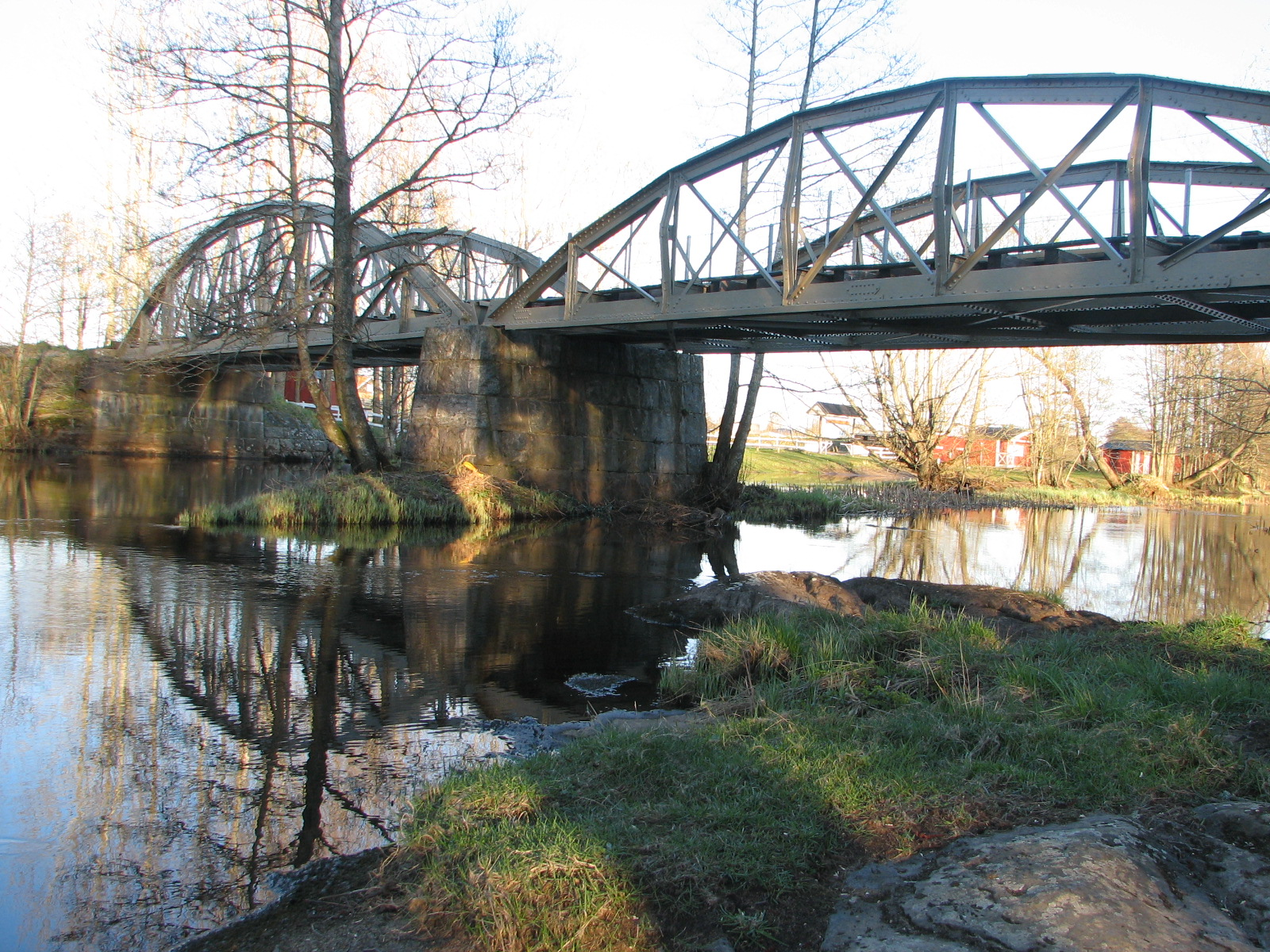
Järnvägsbron över Lidan

 Socknen delas av Lidan och den första bron byggdes på 1200-talet vid Gammaltråvad på uppdrag av Bengt den gode och kallades i dagligt tal för Tråvads bro. Nästa bro dröjde ända till 1892 och byggdes strax intill kyrkan. I början på 1900-talet byggdes en järnvägsbro för Västergötland–Göteborgs Järnvägar, som numera är gångbro och på 1960-talet byggdes en bro som numera ingår i Riksväg 47.

## Fornlämningar
Lösfynd från stenåldern är funna. Från järnåldern finns spridda gravar och domarringar.

## Namnet
Namnet skrevs 1420 Thrauadh och kommer från kyrkbyn och äldst från ett vadställe i Lidan. Namnet innehåller thra, 'trång; bevärlig' här i betydelsen 'förträngning' syftande på åns förträngning vid platsen och vad.

## Befolkningsutveckling
Tråvads socken och församling motsvarade fram till 2002 samma område och nuvarande distrikt bygger på samma gränser. Det går därför att följa befolkningsutvecklingen över tid för området i och med församlingens tidigare statistik och distriktets tillkomst. Det finns dock ingen befolkningsstatistik mellan 2002 och 2014 då församlingen uppgick i Larvs församling år 2002 och distrikten infördes först 2016.
| Befolkningsutvecklingen i Tråvads socken 1810–2020 | Befolkningsutvecklingen i Tråvads socken 1810–2020 | Befolkningsutvecklingen i Tråvads socken 1810–2020 | Befolkningsutvecklingen i Tråvads socken 1810–2020 | Befolkningsutvecklingen i Tråvads socken 1810–2020 |
| -------------------------------------------------- | -------------------------------------------------- | -------------------------------------------------- | -------------------------------------------------- | -------------------------------------------------- |
|                                                    |                                                    |                                                    |                                                    |                                                    |
| År                                                 |                                                    |                                                    | Folkmängd                                          |                                                    |
| 1810                                               | 1810                                               |                                                    | 297                                                |                                                    |
| 1820                                               | 1820                                               |                                                    | 356                                                |                                                    |
| 1830                                               | 1830                                               |                                                    | 479                                                |                                                    |
| 1840                                               | 1840                                               |                                                    | 509                                                |                                                    |
| 1850                                               | 1850                                               |                                                    | 570                                                |                                                    |
| 1860                                               | 1860                                               |                                                    | 685                                                |                                                    |
| 1870                                               | 1870                                               |                                                    | 814                                                |                                                    |
| 1880                                               | 1880                                               |                                                    | 899                                                |                                                    |
| 1890                                               | 1890                                               |                                                    | 794                                                |                                                    |
| 1900                                               | 1900                                               |                                                    | 772                                                |                                                    |
| 1910                                               | 1910                                               |                                                    | 823                                                |                                                    |
| 1920                                               | 1920                                               |                                                    | 809                                                |                                                    |
| 1930                                               | 1930                                               |                                                    | 920                                                |                                                    |
| 1940                                               | 1940                                               |                                                    | 890                                                |                                                    |
| 1950                                               | 1950                                               |                                                    | 867                                                |                                                    |
| 1960                                               | 1960                                               |                                                    | 849                                                |                                                    |
| 1970                                               | 1970                                               |                                                    | 782                                                |                                                    |
| 1980                                               | 1980                                               |                                                    | 848                                                |                                                    |
| 1990                                               | 1990                                               |                                                    | 804                                                |                                                    |
| 1999                                               | 1999                                               |                                                    | 751                                                |                                                    |
| 2015                                               | 2015                                               |                                                    | 667                                                |                                                    |
| 2020                                               | 2020                                               |                                                    | 692                                                |                                                    |
|                                                    |                                                    |                                                    |                                                    |                                                    |

## Kända personer från Tråvad
- Jerker Leijon